# Margot Neyskens
Margot Neyskens (Gent, 17 november 1983) is een Belgisch actrice en politica voor Open Vld.

## Levensloop
Neyskens volgde haar humaniora (richting Latijn - Moderne Talen) aan het Sint-Barbaracollege te Gent. Ze studeerde daarna Germaanse filologie aan de Universiteit Gent van 2000 tot 2005. Neyskens was tijdens haar universiteitsjaren actief lid van de faculteitskring Germania. Ze was eerst cultuurpreses en daarna penningmeester.
In 1992 vertolkte ze de rol van Pitoe in de voorstelling Jungle Boek. Ze speelde ook mee in het toneelstuk Allemaal Indiaan van het Alain Platel en Arne Sierens door Les Ballets C de la B en Victoria te Gent. Het stuk werd meer dan 120 keer opgevoerd tussen 1999 en 2002. Ten slotte vertolkte ze een gastrol in de reeks Liefde En Geluk, die te zien was op de openbare zender TV1 in de lente van 2001. De aflevering waarin zij te zien was, werd uitgezonden op 2 april 2001. In de politieserie Aspe op de commerciële zender VTM speelde ze een gastrol in de aflevering "Eerlijk duurt het Langst" (seizoen 5). Ze is echter vooral bekend van haar rol als Klaartje Op De Beeck in de reeks Wittekerke, een soapserie op de Vlaamse zender VTM. Margot speelde die rol van seizoen 1 tot en met 7 (van september 1993 tot mei 2000) en van seizoen 11 tot en met seizoen 13 (maart 2004 tot mei 2007).
Na de gemeenteraadsverkiezingen van 2006 werd ze politiek actief in Lovendegem voor Open Vld. Ze werd er OCMW-raadslid en vervolgens vanaf januari 2010 gemeenteraadslid in opvolging van Marc Van de Velde. Ze solliciteerde voor een functie als eindredacteur en communicatiemedewerker op het partijkwartier, waar ze vier jaar werkte. In 2009 steunde ze de Oost-Vlaamse kieslijst voor het Vlaams parlement vanop de 16e plaats. Vanaf september 2013 was ze actief als adjunct-woordvoerder van Federaal Minister van Pensioenen Alexander De Croo. In 2014 stond ze op de achtste plaats van de Oost-Vlaamse Kamerlijst van Open Vld. Toen partijgenoot Bart Tommelein Staatssecretaris voor Bestrijding van de Sociale Fraude, Privacy en Noordzee werd in de regering Michel I, werd ze zijn woordvoerster. In juni 2017 werd ze tijdens de Nacht van de Woordvoerder verkozen tot politiek woordvoerder van het jaar.
Margot Neyskens woont in Drongen. Ze woont samen met haar man, met wie ze twee kinderen heeft, en is de stiefmoeder van zijn drie kinderen.

## Rollen
- Jungle Boek (1992): rol van Pitoe
- Wittekerke (1993-1998, 2000, 2004 - 2007): rol van Klaartje Op De Beeck
- Allemaal Indiaan (theater) (1999 - 2002)
- Liefde En Geluk (2001): rol van Geneviève in de aflevering van 2 april 2001
- Aspe (2008): rol van Chantal Schokkaert in de aflevering van 13 april 2009